# Dana Kancírová
Dana Kancírová (* 26. února 1941) byla česká a československá politička Komunistické strany Československa a poslankyně Sněmovny lidu a Sněmovny národů Federálního shromáždění za normalizace.

## Biografie
K roku 1971 se profesně uvádí jako agronomka JZD. K roku 1976 již jako předsedkyně JZD.
Ve volbách roku 1971 byla zvolena do Sněmovny lidu Federálního shromáždění (volební obvod č. 95 - Hustopeče, Jihomoravský kraj). Mandát obhájila ve volbách roku 1976 (obvod Břeclav). Ve volbách roku 1981 (obvod Břeclav) přešla do Sněmovny národů, kde obhájila mandát ve volbách roku 1986. V parlamentu zasedala do ledna roku 1990, kdy rezignovala na post poslankyně v rámci výměny složení parlamentu po sametové revoluci (kooptace do Federálního shromáždění 1989-1990).